# 逢春岭乡
逢春岭乡，是中华人民共和国云南省红河哈尼族彝族自治州元阳县下辖的一个乡镇级行政单位。

## 行政区划
逢春岭乡下辖以下地区：
逢春岭村、大鱼塘村、曼过村、骂尖村、稿吾卡村、黄草坪村、卡里卡村、凹腰山村、坝思村、岩子脚村、老曹寨村、独家村和尼枯补村。